# Natalie Merchant
Natalie Merchant, född 26 oktober 1963, är en amerikansk sångerska och låtskrivare. 
Hon började som sångerska i den amerikanska indiepopgruppen 10,000 Maniacs 1981, 17 år gammal. Där stannade hon till 1993 då hon inledde en solokarriär. Hon fick snabbt framgångar på den amerikanska Billboard Hot 100-listan, med singeln "Carnival" som nådde plats 10 (1995). "Wonder" nådde plats 20 och "Jealousy" nådde plats 23 (båda 1996).

## Diskografi

### Solo
Studioalbum
- 1995 – Tigerlily
- 1998 – Ophelia
- 2001 – Motherland
- 2003 – The House Carpenter's Daughter
- 2010 – Leave Your Sleep
- 2014 – Natalie Merchant
- 2015 – Paradise Is There: The New Tigerlily Recordings

Livealbum
- 1999 – Live in Concert

Singlar (topp 10 på Billboard Adult Top 40)
- 1995 – "Carnival" (#8)
- 1996 – "Wonder" (#2)
- 1996 – "Jealousy" (#5)
- 1998 – "Kind & Generous" (#3)

Samlingsalbum
- 2005 – Retrospective: 1995–2005

### Med 10,000 Maniacs
- 1982 – Human Conflict Number Five (EP)
- 1983 – Secrets of the I Ching
- 1985 – The Wishing Chair
- 1987 – In My Tribe
- 1989 – Blind Man's Zoo
- 1990 – Hope Chest: The Fredonia Recordings 1982–1983
- 1992 – Our Time in Eden
- 1993 – MTV Unplugged
- 2004 - Campfire Songs: The Popular, Obscure and Unknown Recordings